# 尖鰭副寄生鯰
尖鰭副寄生鯰，為輻鰭魚綱鯰形目毛鼻鯰科的其中一種。分布於南美洲巴拉那河流域，本魚棲息在沙泥底質的水底，會趁宿主換氣時，趁機進入魚鰓內，吸食血液，當吸飽後，在潛入沙中，體長可達2.8公分。